# Distretto di Nyamagana
Il distretto di Nyamagana  è un distretto della Tanzania situato nella regione di Mwanza. È suddiviso in 12 circoscrizioni (wards) e conta una popolazione di 363 452 abitanti (censimento 2012).
Elenco delle circoscrizioni:
- Buhongwa
- Butimba
- Igogo
- Igoma
- Isamilo
- Mahina
- Mbugani
- Mikuyuni
- Mirongo
- Mkolani
- Nyamagana
- Pamba